# Japán cikász
A japán cikász (Cycas revoluta) a cikászok (Cycadopsida) osztályának egyik legelterjedtebb faja. A revoluta név arra utal, hogy a fiatal levelek vége pásztorbotra emlékeztetően begöngyölt.

## Előfordulása
Délkelet-Ázsiából származik; jóformán minden fagymentes területen megél. Őshazája Japán és Kína.

## Leírása
Külsőre mintegy a páfrányfák és a pálmák közötti, átmeneti jellegű növénynek tűnik. Vaskos, pikkelyes, csak ritkán elágazó törzse legfeljebb 3 m magasra nő.
Gyökerei nagyon vastagok.
Párosan szárnyalt, összetett levele mintegy 2 méter hosszúra nő meg; a legfiatalabb levelek levélkéinek éle begöngyölt. Kétlaki; virágai a levélkorona közepén nyílnak. Hímivarú virágai felálló, tömör tobozok, a nőivarúak félgömb alakúak, bennük kerek magkezdeményekkel. A narancsvörös, 3-4 centiméter átmérőjű magvak csonthéjas terméshez hasonlók.

## Életmódja
A fagyot nem tűri. A napos helyen tartott cikászok gyorsabban és nagyobbra nőnek, de a fiatal egyedek a tűző napon elpusztulnak. Lassan fejlődik; az első, mintegy öt évben évente csak egy-egy levelet, később évente egy-egy levélkoszorút hoz. A mészmentes talajt kedveli.
Az idősebb (többnyire a legalább 25 éves) cikászok időnként tősarjakat fejlesztenek; ezekről (késő télen, kora tavasszal) vegetatívan szaporíthatók.
A kórokozóknak, élősködőknek jól ellenáll; leginkább a takácsatka károsíthatja.

## Felhasználása
Nyersen mérgező; magvai sütve vagy szárítva ehetővé tehetők.
Ismert dísznövény. Madeirán leginkább a tenger szintje fölött 300–600 méterrel kialakított kertekben érzi jól magát.

## Képek

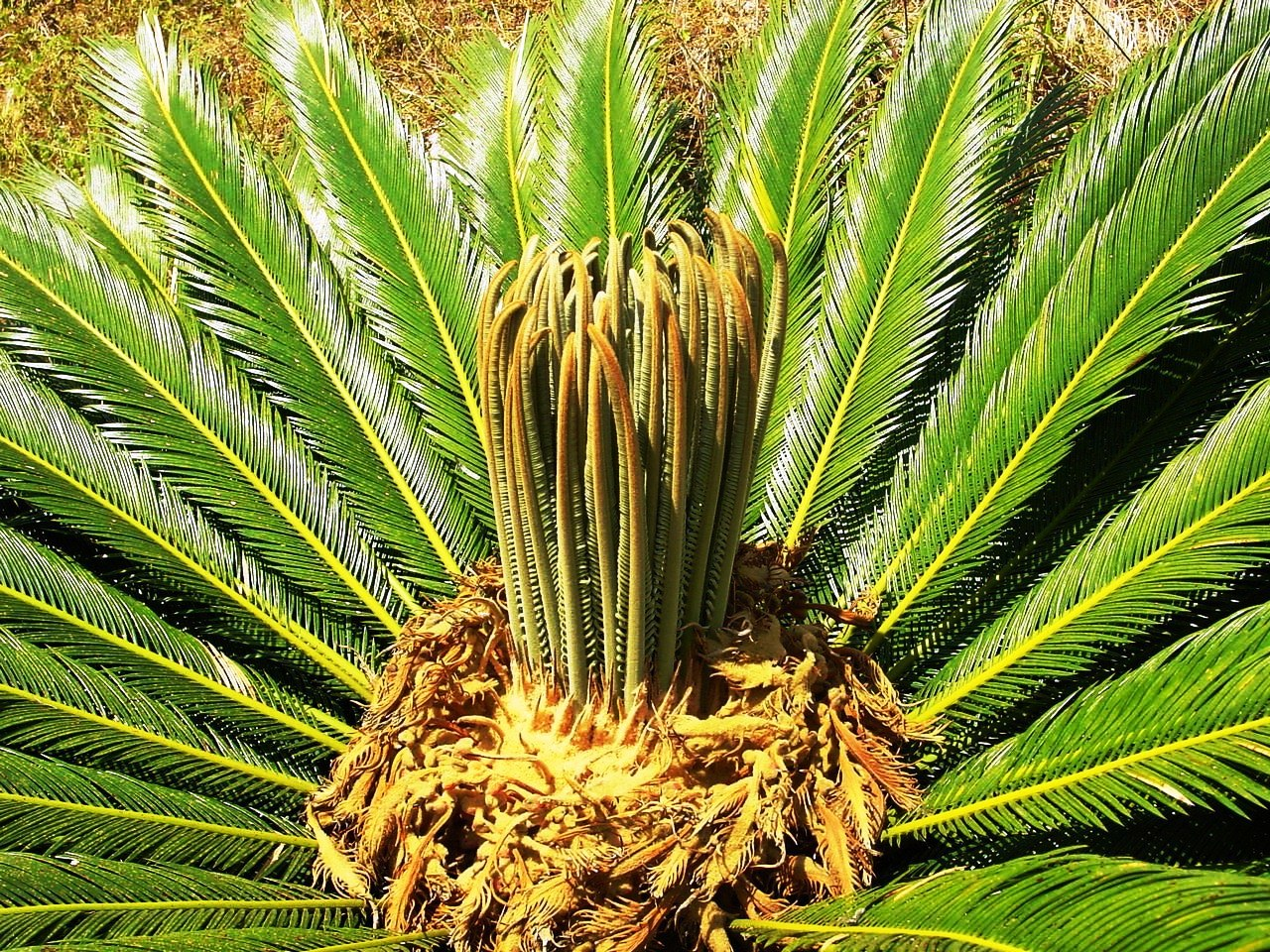
Levélzete a tavaszi lombosodás idején
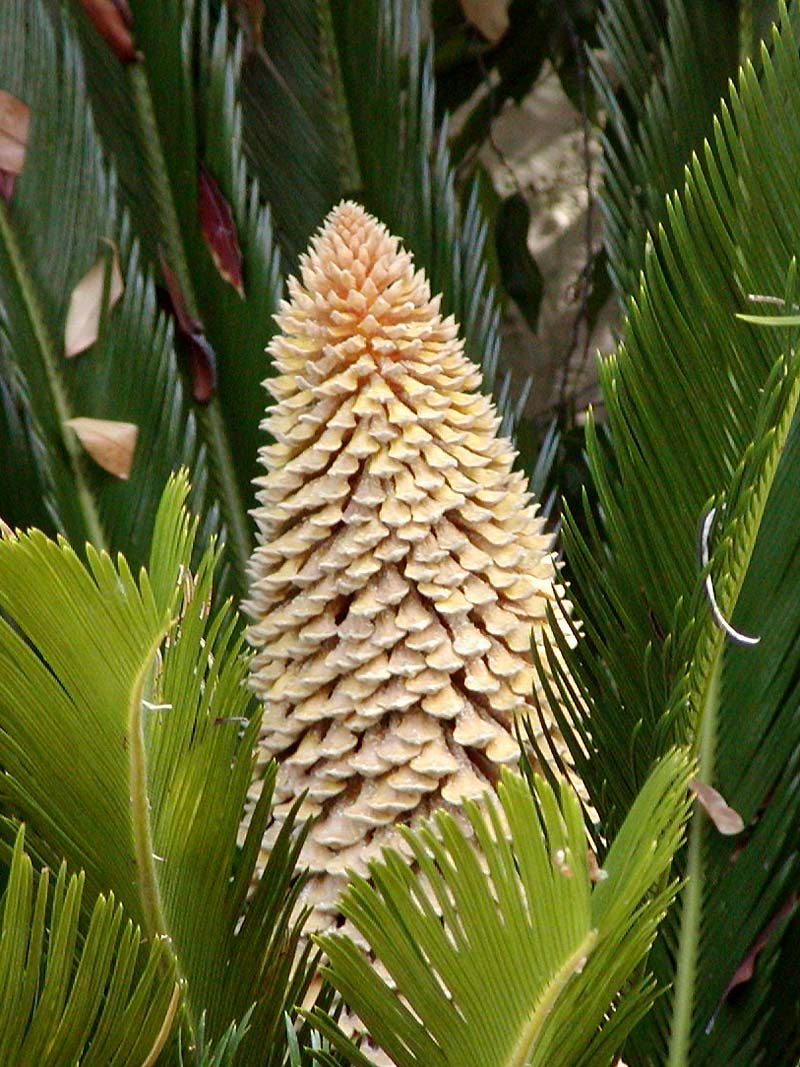
Hímivarú virága
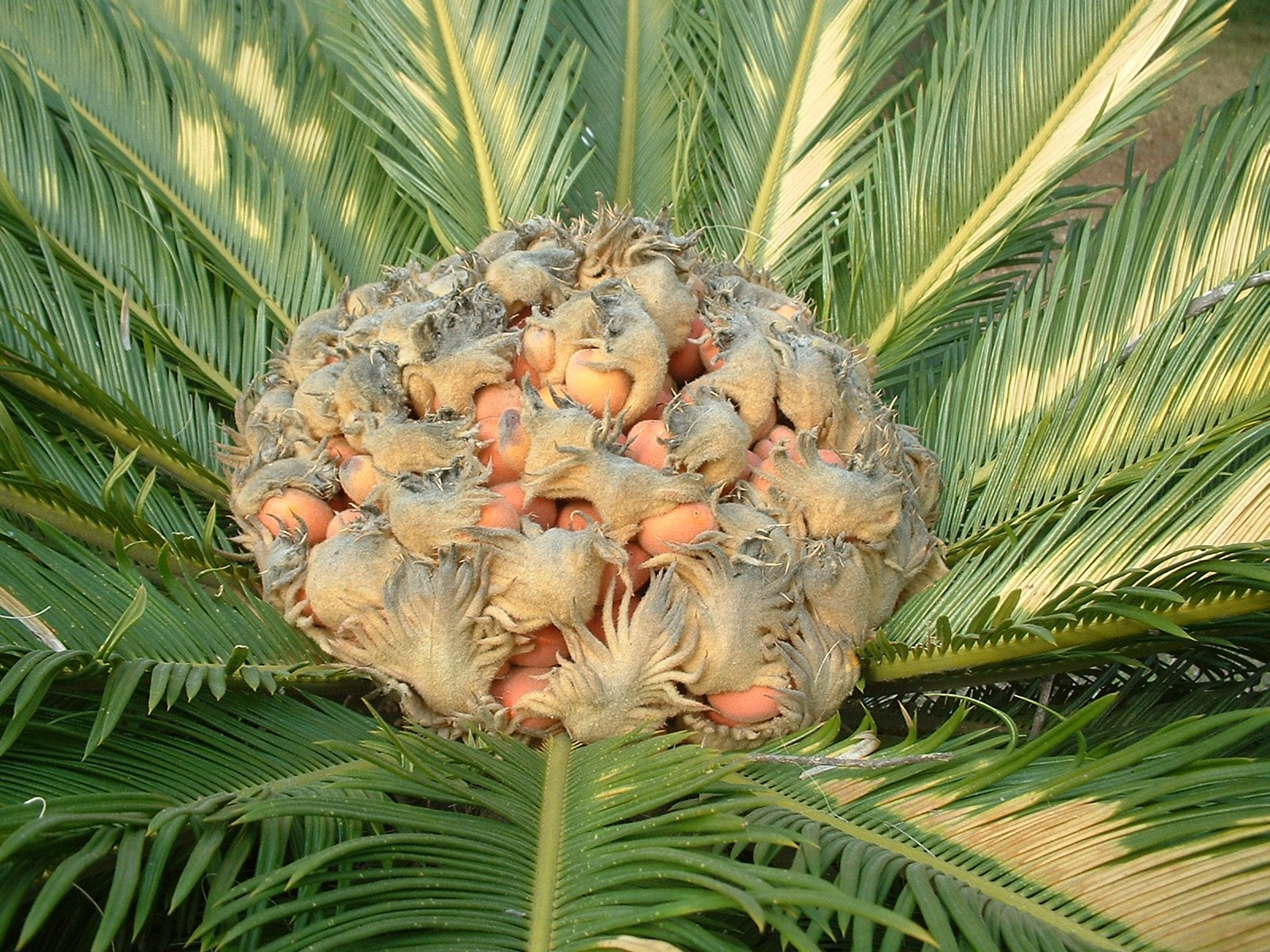
Nőivarú virága
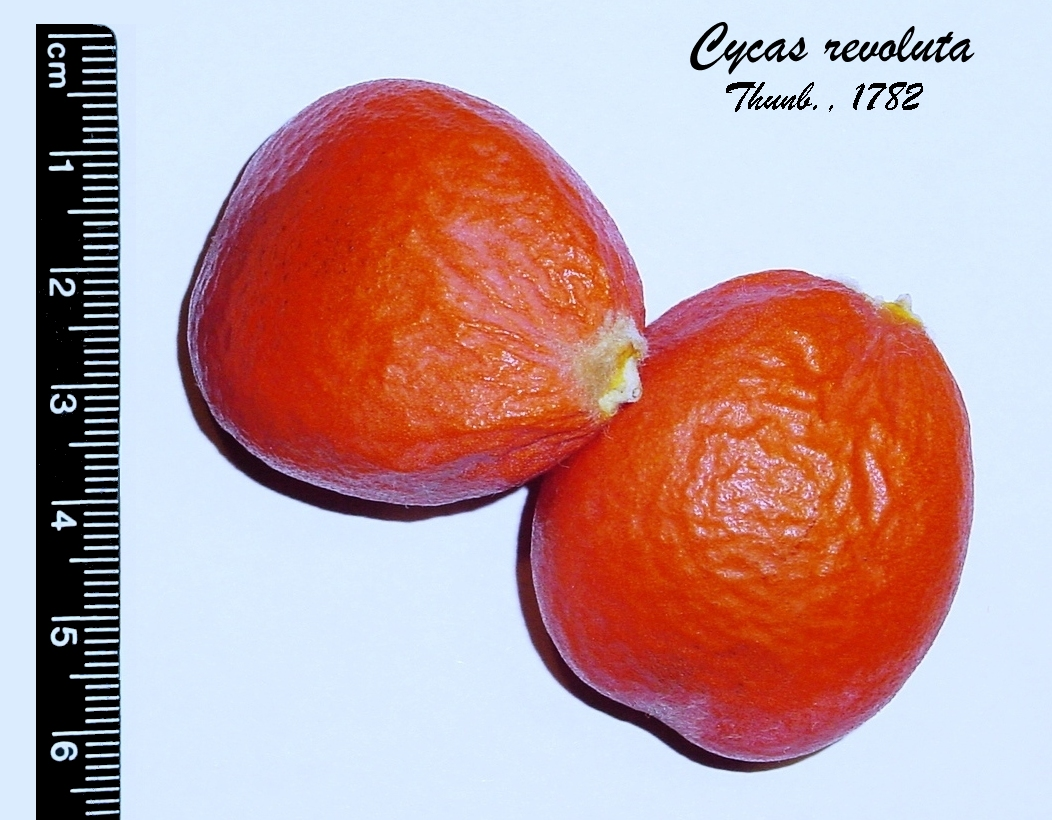
Magvai
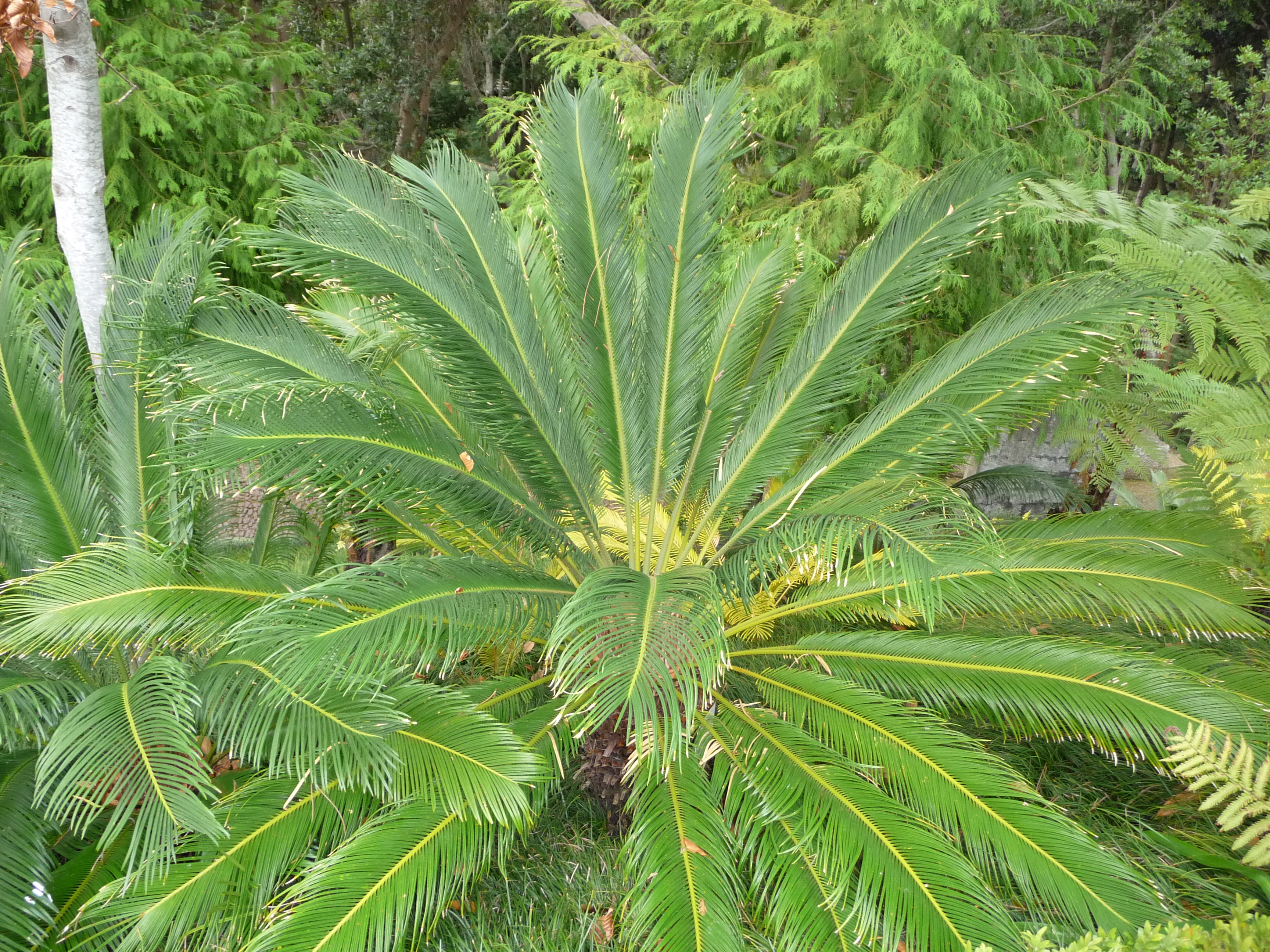
Madeira, Monte, Trópusi kert
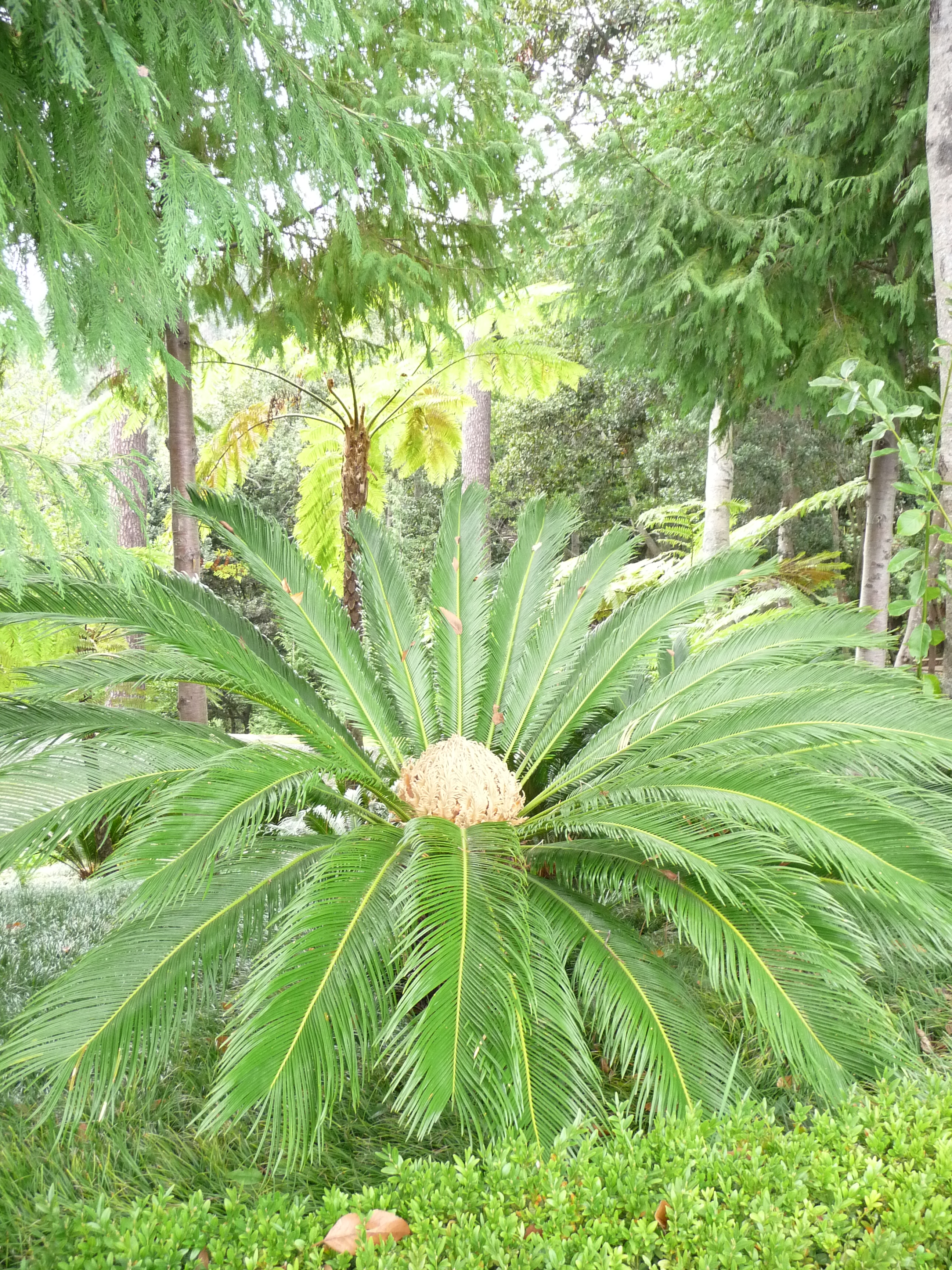
Madeira, Monte, Trópusi kert
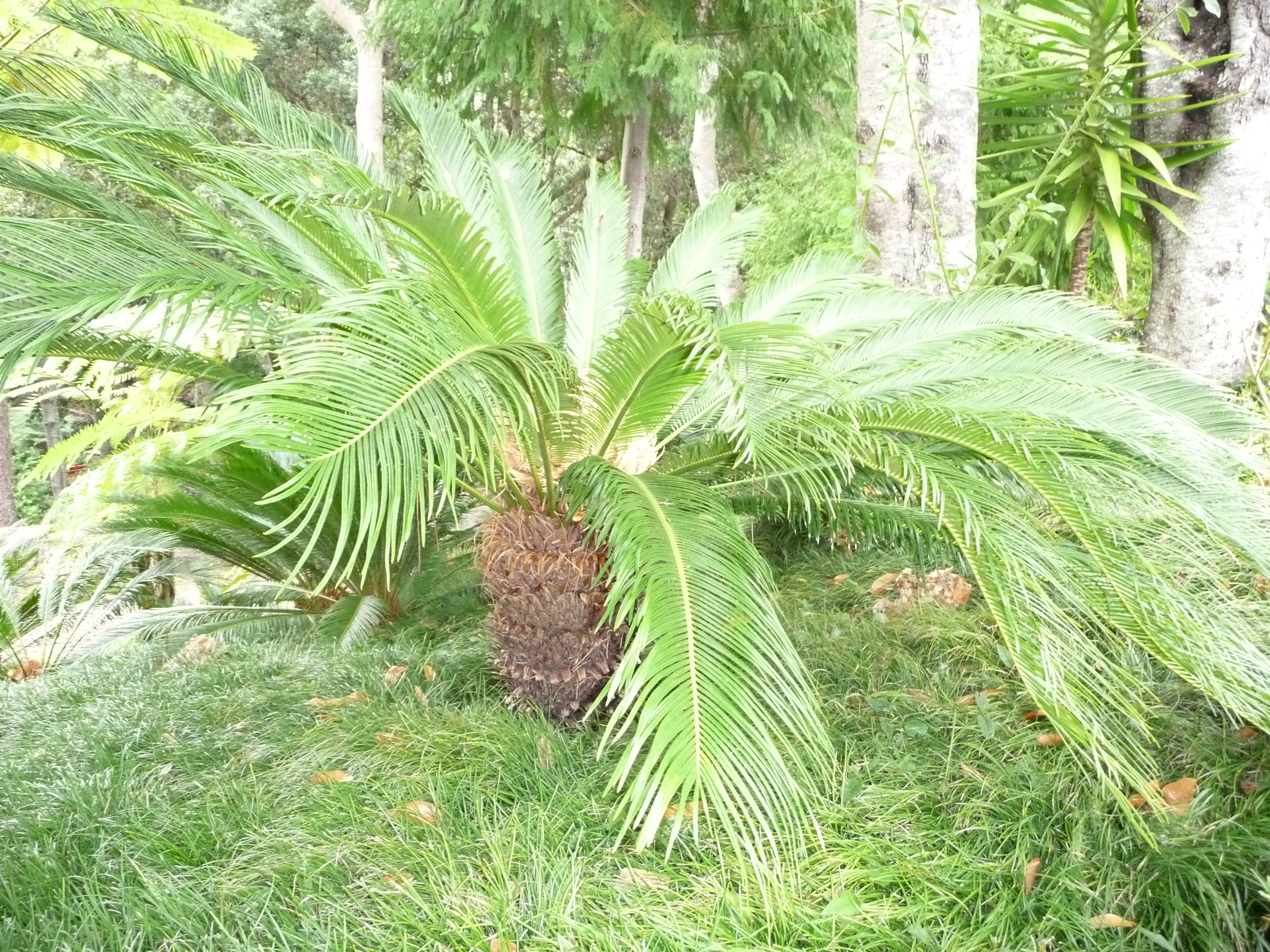
Madeira, Monte, Trópusi kert
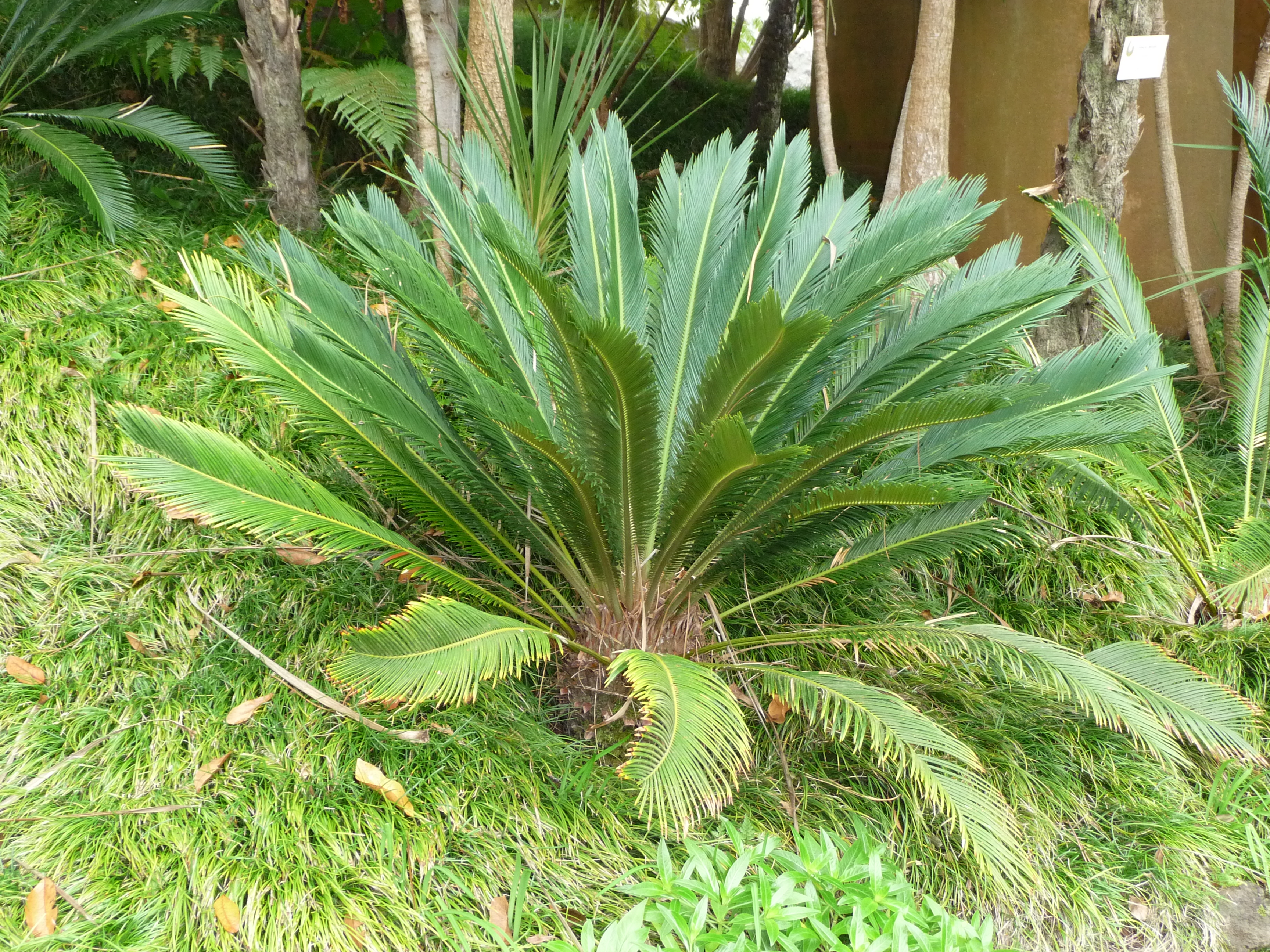
Madeira, Monte, Trópusi kert
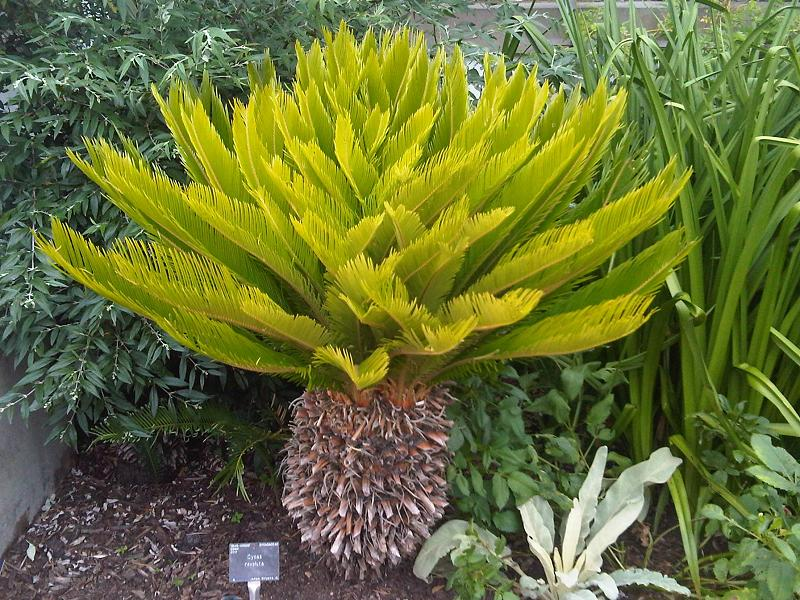
Japán cikász a Kew Gardens-ban
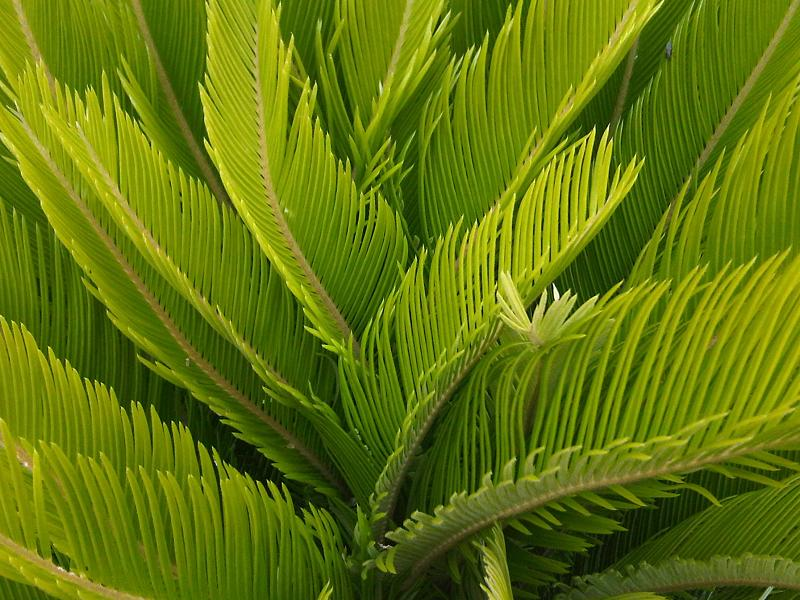
Levelei közelről
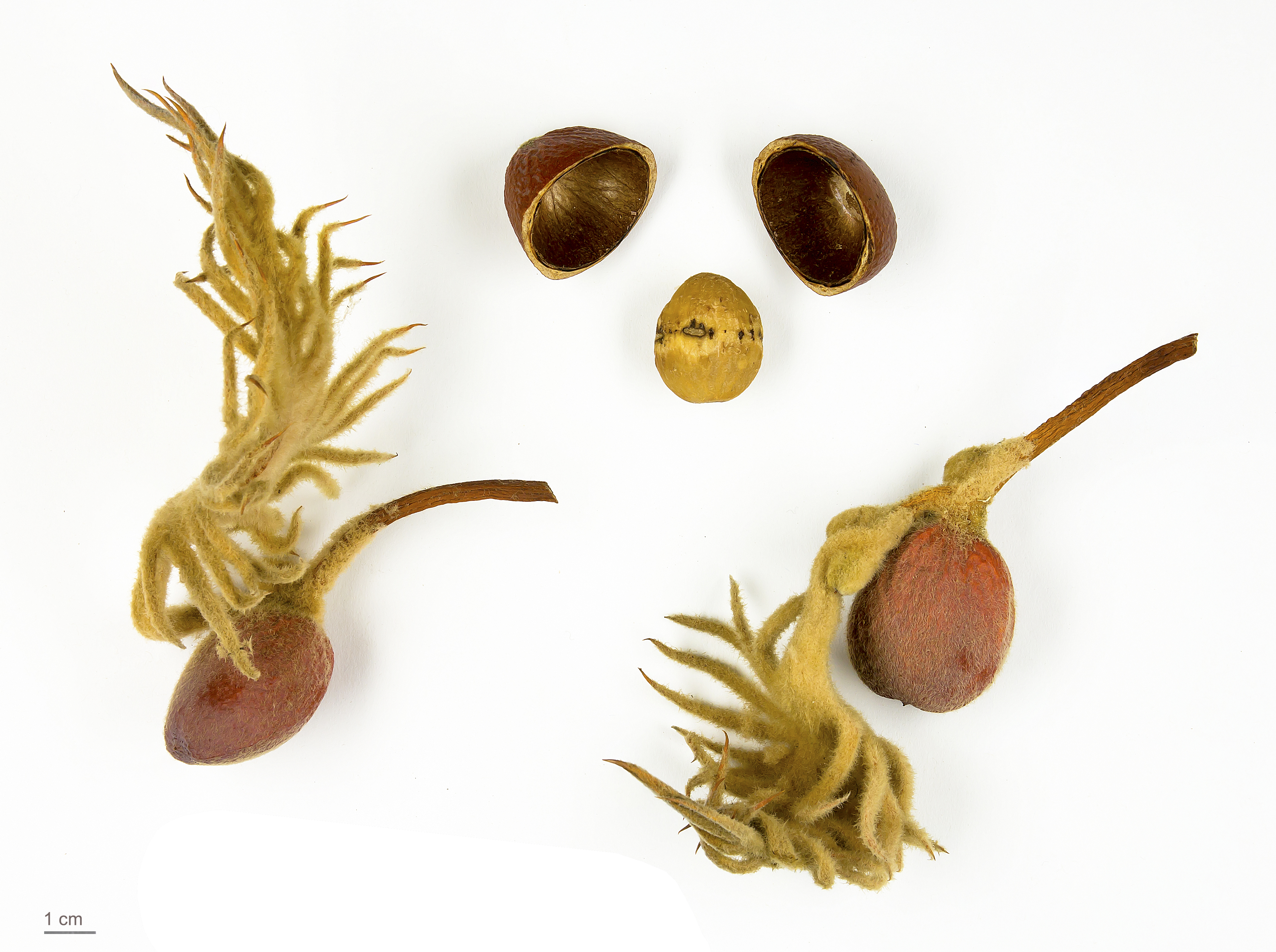
Cycas revoluta - Museum specimen